# África Austral

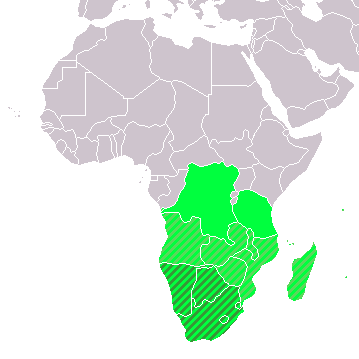
África Austral.
África Austral (Subregião da ONU e União Aduaneira da África Austral)
região geográfica, inclui a anterior
Comunidade para o Desenvolvimento da África Austral (SADC)

A África Austral, também chamada de África Meridional, é a região mais meridional da África. Nenhuma definição é acordada, mas alguns agrupamentos incluem o geoesquema das Nações Unidas, a Comunidade Intergovernamental de Desenvolvimento da África Austral e a definição de geografia física baseada nas características físicas da terra.
Definida pela geografia física, a África Austral é o lar de uma série de sistemas fluviais; o rio Zambeze é o mais proeminente. O Zambeze flui do canto noroeste da Zâmbia e oeste de Angola para o Oceano Índico na costa de Moçambique. Ao longo do caminho, ele flui sobre as cataratas de Vitória, na fronteira entre a Zâmbia e o Zimbábue. As cataratas de Vitória são uma das maiores cachoeiras do mundo e uma grande atração turística para a região.
Na geografia cultural, o país insular de Madagáscar muitas vezes não é incluído devido à sua língua distinta e herança cultural.
Normalmente considera-se a África Austral formada pelos seguintes países:
- África do Sul
- Angola
- Botsuana
- Lesoto
- Madagáscar
- Maláui
- Ilhas Maurícias
- Moçambique
- Namíbia
- Essuatíni
- Zâmbia
- Zimbábue

Estes países e ainda a República Democrática do Congo, a Tanzânia e as Seicheles (que são geralmente considerados parte da África Oriental) formam a Comunidade para o Desenvolvimento da África Austral (ou SADC, do seu nome em inglês, “Southern Africa Development Community”). A maioria destes países são ainda membros da COMESA (“Common Market of Eastern and Southern Africa”).
Para o Departamento de Estatística das Nações Unidas, apenas a África do Sul e seus vizinhos imediatos são incluídos nesta sub-região (com sombreado escuro no mapa). Considerando esta última definição, a África Austral é uma região unipolar, com a África do Sul como primeira potência regional, mesmo que as altas taxas de crescimento da Angola já estão colocando em questão esta afirmação.